# La metà di un viaggio
La metà di un viaggio è un album del cantante italiano Gianluca Capozzi, pubblicato nel 2017.

## Tracce
1. Sai – 3:36
2. Te regalo 'o core – 4:17
3. Sulo cu te – 3:29
4. Luntano se more (feat. Emiliana Cantone) – 3:19
5. I miei limiti – 3:26
6. Nunn'è mai stato ammore – 3:47
7. Amami a modo mio – 4:14
8. Guardame – 3:28